# Prohner Straße 13 (Stralsund)
Das Gebäude Prohner Straße 13 (ehemalige „Bellevue-Brauerei“) ist ein unter Denkmalschutz stehender Backsteinbau in der Prohner Straße im Stadtteil Knieper Vorstadt von Stralsund.

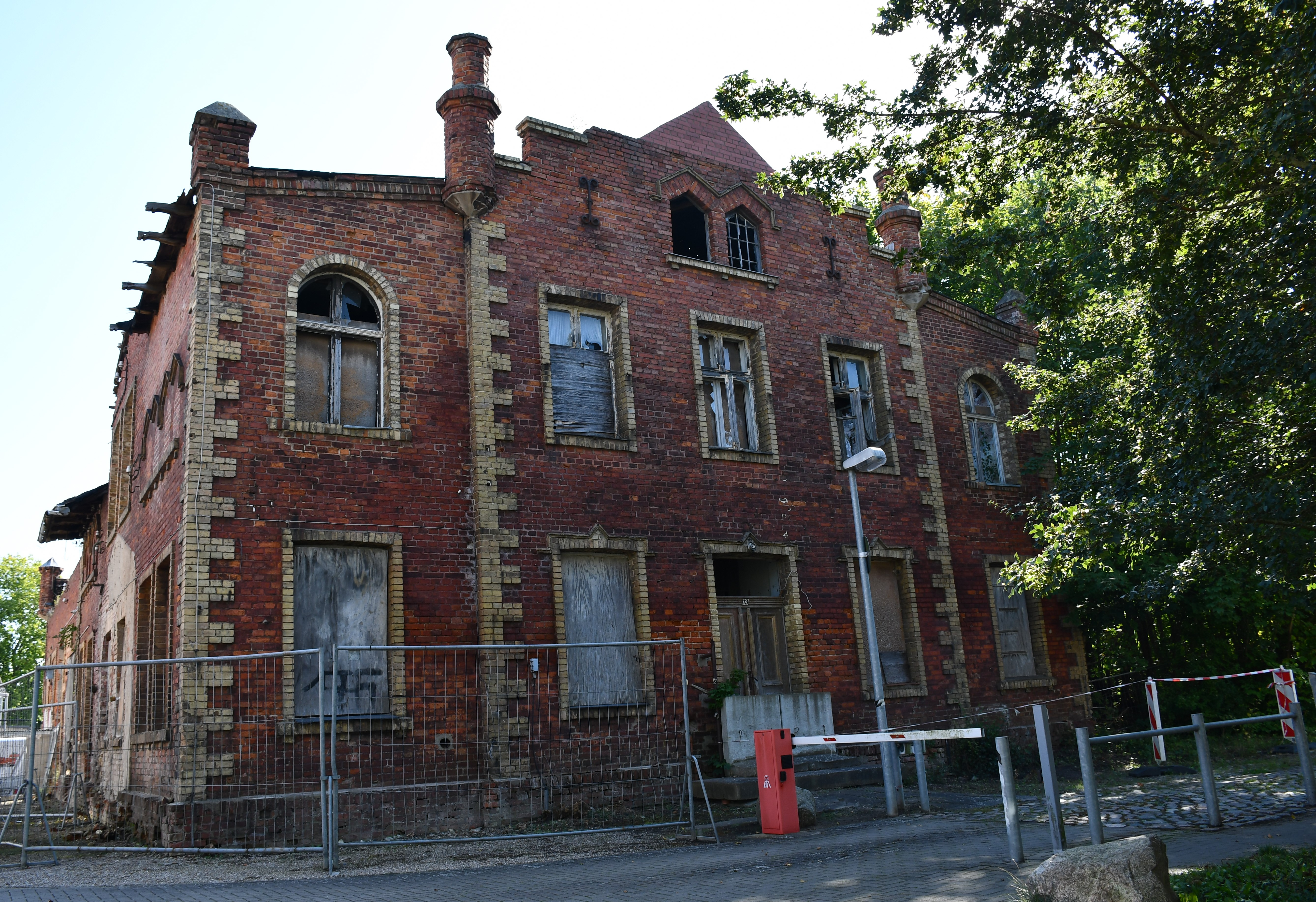
Prohner Straße 13, Giebelseite (2023)

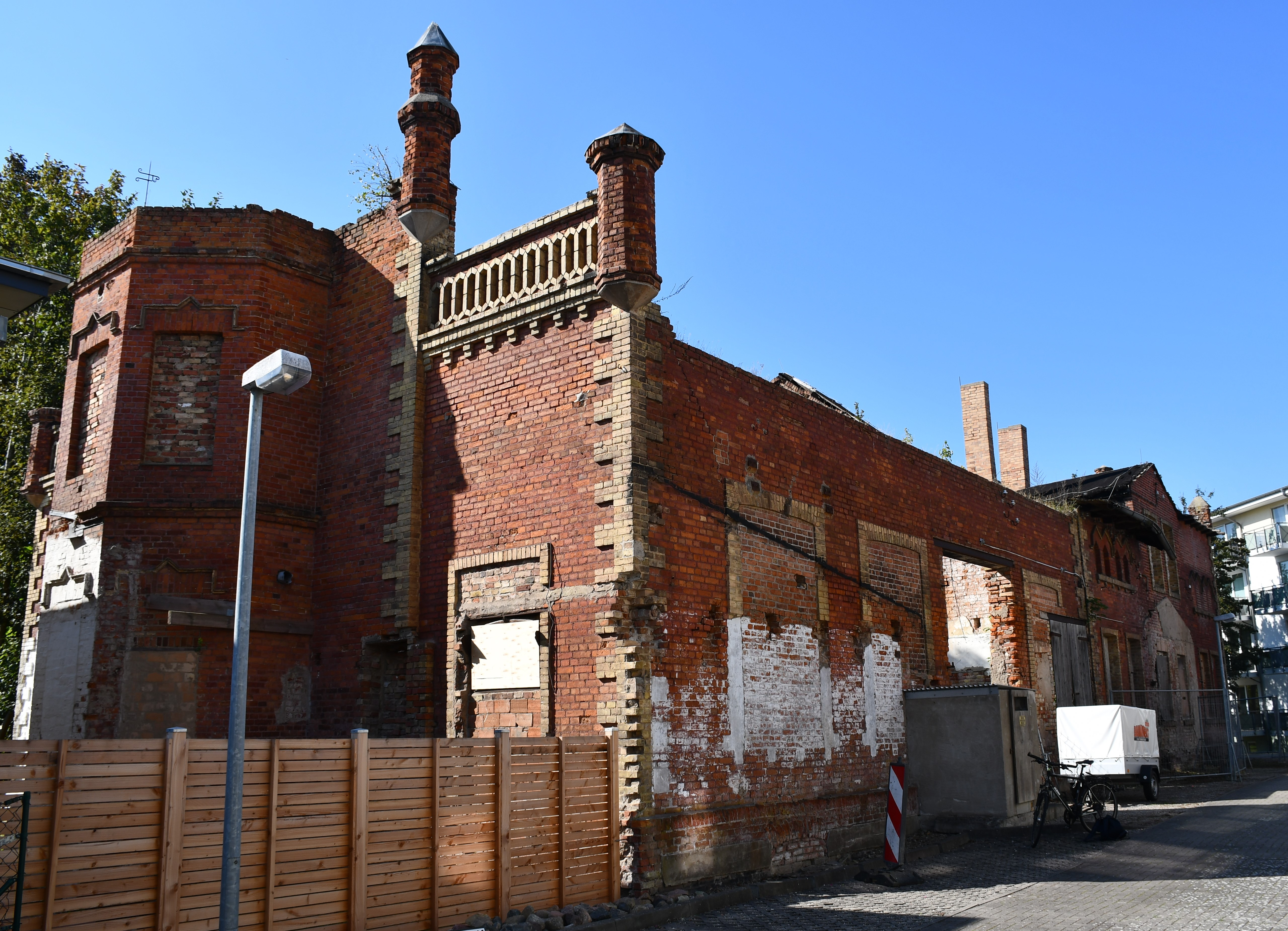
Prohner Straße 13, Seite (2023)

Im Jahr 1853 oder 1857 gründeten die Gebrüder Lorenz eine Brauerei. Die Firma Borsig lieferte im Jahr 1899 eine Dampfmaschine. Am 3. April 1906 schlossen sich die „Bellevue-Brauerei“, die „Brauerei Volksgarten“ und die „Schloßbrauerei“ (siehe Schloss am Sund) zur „Hansa-Brauerei AG“ zusammen. Diese wurde im Jahr 1912 aufgelöst. Ab 1914 braute hier die „Bellevue-Brauerei zu Stralsund GmbH“.
Das Gelände um die Fabrik herum wurde nach 1990 neu bebaut, dabei wurde der ehemalige Speicher im Jahr 2008 zu Wohnzwecken ausgebaut. Der Rest des Komplexes verfällt.
Das Gebäude ist mit der Bezeichnung „Gewerbe (ehem. Bellevue-Brauerei) mit Hauptgebäude, Produktionshalle, Gewölbekeller, Speicher und 2 Nebengebäuden“ in die Liste der Baudenkmale in Stralsund eingetragen.